# Sergio Santos Fernández
Sergio Santos Fernández (Leganés, 2001. január 3. –) spanyol labdarúgó, jobbhátvéd, a Real Murcia játékosa.

## Pályafutása

### Klubcsapatokban

#### Real Madrid
Santos karrierjét a Pérez Galdós és a Leganés játékosaként kezdte, majd 2012-ben csatlakozott a Real Madrid ifjúsági akadémiájához. Miután végigjárta a korosztályos csapatokat, 2020-ban felkerült a tartalékok közé. Első behívóját a felnőttekhez 2020 októberében kapta, amikor Zinédine Zidane jelölte őt a gárda Borussia Mönchengladbach elleni Bajnokok Ligája-mérkőzésének keretébe. A csapatban végül egy Mallorca elleni 6–1-es bajnoki győzelem alkalmával mutatkozott be 2021. szeptember 22-én, Carlo Ancelotti irányítása alatt.

#### Mirandés
Miután korábbi nevelőegyesületével, a Leganésszel is szóba hozták, 2022. július 21-én a CD Mirandés bejelentette, hogy kölcsönvették Santost a 2022–23-as szezonra.

#### Real Murcia
2023. augusztus 8-án a Real Murcia bejelentette, hogy leigazolták Santost a Mirandés csapatától, ahol a Real Madrid Castilla kölcsönjátékosaként szerepelt.

### A válogatottban

#### U17
Első mérkőzését az U17-es csapatban játszotta 2017. október 22-én, kezdőként, egy Albánia elleni Európa-bajnoki selejtezőn. Az első, Liechtenstein elleni meccset még a kispadról figyelte, de az albánok ellen nyújtott teljesítménye után a Horvátország elleni találkozót is a végig a pályán tölthette.

#### U19
Az U19-es válogatottban egy alkalommal lépett pályára. 2019. október 8-án, Litvánia ellen, 90 percet kapott egy Európa-bajnoki selejtezőn.

#### U20
A 20 év alattiak között 5 alkalommal szavaztak neki bizalmat; mindegyik mérkőzésre 2019-ben került sor, barátságos keretek közt.

## Játékstílusa
A Real Madrid honlapján nagy teherbírású, csapatorientált játékosként hivatkoznak rá. Erőteljes labdarúgó, aki minden akciónál beleteszi a maximumot. Amikor csak lehetősége adódik rá, támadó szerepben is feltűnik, amely tulajdonsága miatt Daniel Carvajallal vonták párhuzamba.

## Magánélete
Példaképe gyermekkora óta Sergio Ramos, a Real Madrid és a spanyol válogatott korábbi kapitánya, aki hozzá hasonlóan jobbhátvédként kezdte pályafutását.

## Sikerei, díjai

### Real Madrid U19
- UEFA Ifjúsági Liga (1): 2019–20

### Real Madrid
- Spanyol bajnok (1): 2021–22

## Statisztika

### Klubcsapatokban
Legutóbb 2023. december 17-én lett frissítve.
| Klub                  | Szezon         | Bajnokság             | Bajnokság | Bajnokság | Kupa  | Kupa  | Európa | Európa | Egyéb | Egyéb | Összesen | Összesen |
| Klub                  | Szezon         | Liga                  | Mérk.     | Gólok     | Mérk. | Gólok | Mérk.  | Gólok  | Mérk. | Gólok | Mérk.    | Gólok    |
| --------------------- | -------------- | --------------------- | --------- | --------- | ----- | ----- | ------ | ------ | ----- | ----- | -------- | -------- |
| Real Madrid Castilla  | 2020–21        | Segunda División B    | 22        | 0         | –     | –     | –      | –      | 1     | 0     | 23       | 0        |
| Real Madrid Castilla  | 2021–22        | Primera División RFEF | 28        | 2         | –     | –     | –      | –      | 0     | 0     | 28       | 2        |
| Real Madrid Castilla  | Összesen       | Összesen              | 50        | 2         | 0     | 0     | 0      | 0      | 1     | 0     | 51       | 2        |
| Real Madrid           | 2021–22        | La Liga               | 1         | 0         | 0     | 0     | 0      | 0      | 0     | 0     | 1        | 0        |
| Mirandés (kölcsönben) | 2022–23        | Segunda División      | 6         | 0         | 1     | 0     | –      | –      | 0     | 0     | 7        | 0        |
| Real Murcia           | 2023–24        | Segunda División      | 14        | 0         | 1     | 0     | –      | –      | 0     | 0     | 15       | 0        |
| Teljes karrier        | Teljes karrier | Teljes karrier        | 71        | 2         | 2     | 0     | 0      | 0      | 1     | 0     | 74       | 2        |

1. ↑  Pályára lépés a Segunda División B 2021-es rájátszásában